# Kanorado
Kanorado – miasto w Stanach Zjednoczonych, w stanie Kansas, w hrabstwie Sherman.